# Rabah Iddir
Rabah Iddir est un joueur professionnel de football franco-algérien né le 26 juin 1956 à Gardanne. Il évoluait au poste de milieu de terrain.
Rabah Iddir a joué au Sporting Toulon Var (D2) de 1975 à 1979 puis au SCO Angers (D1) lors de la saison 1980-1981.